# Кордовски халифат
Ко́рдовският халифат (929 – 1031) е средновековна мюсюлманска държава, разположена на територии от днешна Испания и Португалия.

## История
Възниква на основата на предходния Кордовски емират, който е към Омаядите. Потомъкът на Омаядите Абд ал-Рахман I приема през 756 г. титлата емир на Кордоба. През 929 г. Абд ал-Рахман III приема титлата халиф. Столица на халифата била Кóрдоба.
След Абдал ал-Рахман III властта поема ал-Хакам II (961 – 976), който събира библиотека от 400 000 каталогизирани книги, основава 27 безплатни училища в Кордоба и привлича учени от Изток да преподават в университетите. Неговото управление е последвано от диктатурата на Абу Амир ал-Мансур (Almanzor), придворен фаворит на султанката Субх (Subh), която е регент а малолетния Хишам II.
Управлението на ал-Мансур (978 – 1002) бележи период на големи военни победи срещу християните: Самора (981), Барселона (985) и Коимбра (987). През 997 той разрушава Сантяго де Компостела, ограбва катедралата и пренася камбаните ѝ в Кордоба, където ги превръща в мангали за джамията на Кордоба.
През 1031 г. халифатът се разпада на княжества или емирати, най-значимо от които било Емирство Гранада. С неговото превземане през зимата на 1491/92 г. завършва осемвековното възвръщане на територията от християните (Реконкиста).